# Nag Champa

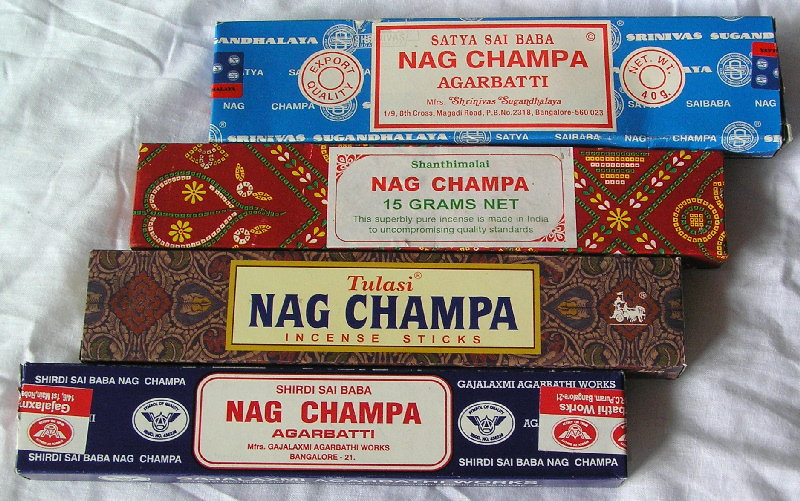
Nag Champa

Nag Champa is een van de bekendste geurtypes van Indiase wierook. Soorten met Plumeria, in het westen bekend als Frangipani, hebben Champa in hun naam. Champa is de gele bloem van de Champac- (of Champaka)boom die gebruikt wordt om het typische aroma aan deze wierooksoort te geven. Champawierook bevat een semi-vloeibare hars, "halmaddi," (halmaddi is hygroscopisch) afkomstig uit de Ailanthus malabaricaboom, waaraan zij hun kenmerkende grijze kleur en vochtige textuur danken. Naast halmaddi bevat Nag Champa ook sandelhouthars. Nag Champa komt niet alleen voor in wierook maar ook in zeep, lotions, geparfumeerde oliën en kaarsen.